# Kim Yun-mi (calciatrice)
Kim Yun-mi (Pyongyang, 1º luglio 1993) è una calciatrice nordcoreana, centrocampista dell'April 25 e della nazionale nordcoreana.
Ha preso parte all'Algarve Cup 2014, ai XVII Giochi asiatici e all'EAFF Women's East Asian Cup 2015 e 2017.

## Palmarès

### Individuale
- Capocannoniere della Cyprus Cup: 1

2019 (5 reti)